# Jens Malmlöf
Jens Oskar Malmlöf, född 7 april 1980 i Skarpnäcks församling, Stockholms län, är en svensk skådespelare, manusförfattare, låtskrivare och musikproducent, bland annat känd från filmen Stockholm Boogie (2005) och i sin roll som ledsångare och gitarrist i bandet Hoffmaestro & Chraa. Han är bror till låtskrivaren Jakob Malmlöf.

Han är uppvuxen söder om Södermalm, främst i Årsta, där han än idag bor. Efter avslutade gymnasiestudier studerade han vid Stockholms universitet samt Södertörns högskola, för att sedan börja som låtskrivare åt Monza Publishing, vilket ledde till ett soloalbum.

## Bilder

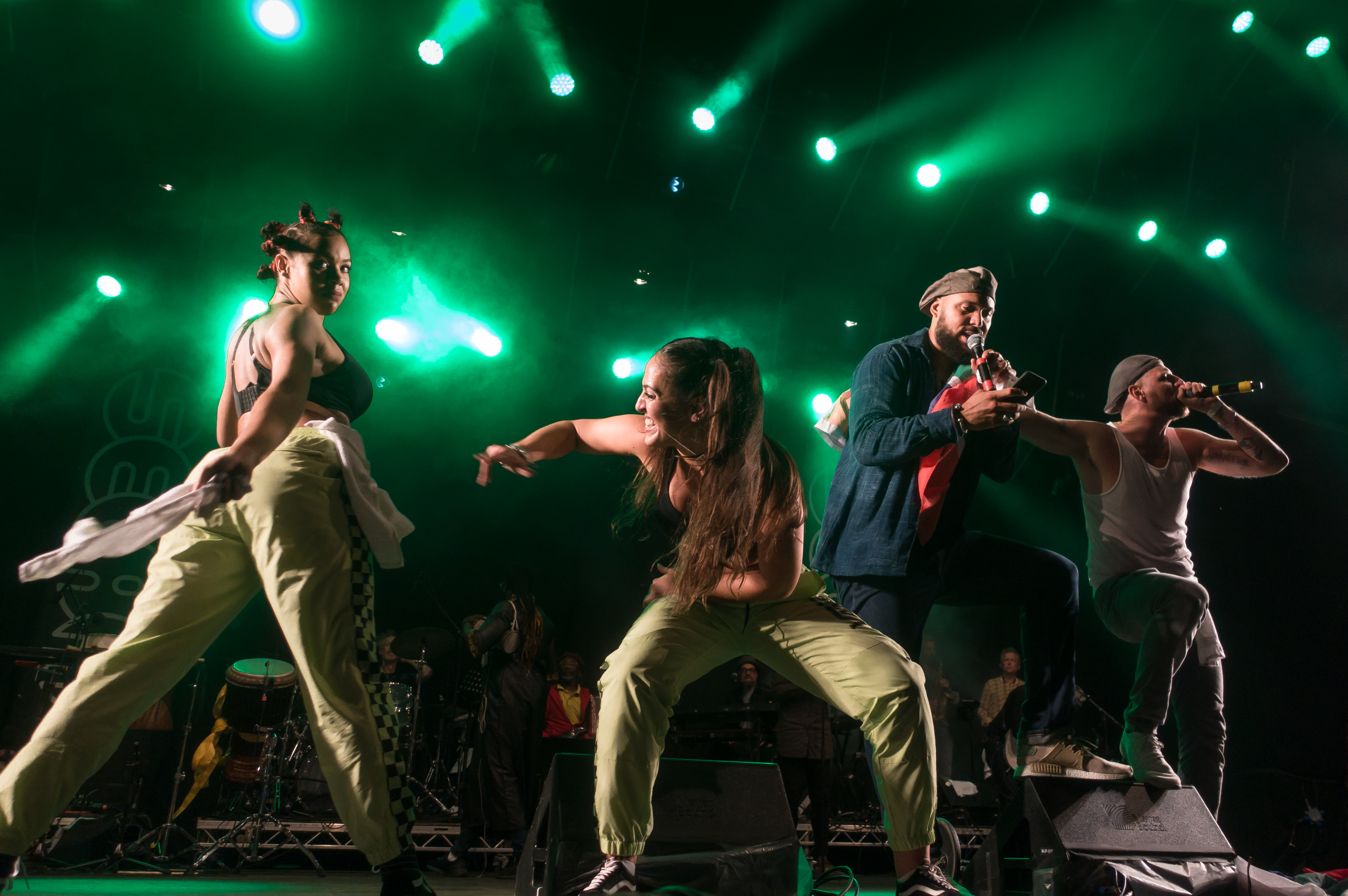
Kaliffa och Jens Malmlöf med dansare uppträder på Gustav Adolfs torg på Stockholms Kulturfestival 2019.